# Palpimanus schmitzi
Palpimanus schmitzi är en spindelart som beskrevs av Kulczynski 1909. Palpimanus schmitzi ingår i släktet Palpimanus och familjen Palpimanidae. Inga underarter finns listade i Catalogue of Life.